# Nguyên tử ngoại lai

Nguyên tử phản protonic-heli

Một nguyên tử ngoại lai là một nguyên tử cũng giống như các nguyên tố bình thường khác nhưng trong đó một hoặc nhiều hạt nguyên tử phụ đã được thay thế bằng các hạt khác có cùng điện tích. Ví dụ, các electron có thể được thay thế bằng các hạt tích điện âm khác như muon (nguyên tử muonic) hoặc pion (nguyên tử pionic). Vì các hạt thay thế này thường không ổn định, các nguyên tử ngoại lai thường có tuổi thọ rất ngắn và tất cả các nguyên tử này được quan sát hiện tại không thể tồn tại trong điều kiện bình thường.

## Nguyên tử Muonic

Nguyên tử Hydro-4.1 (Muonic heli)

Trong một nguyên tử muonic (trước đây gọi là nguyên tử mu-mesic, bây giờ nó là một tên gọi sai vì muon không phải là meson), một electron được thay thế bằng muon, giống như electron, là một lepton. Vì các lepton chỉ nhạy cảm với các lực yếu, lực điện từ và lực hấp dẫn, các nguyên tử muonic bị chi phối với độ chính xác rất cao bởi sự tương tác điện từ.
Do muon có khối lượng nặng hơn electron, nên quỹ đạo Bohr và hạt nhân trong nguyên tử muonic gần hơn là so với nguyên tử thông thường và việc hiệu chỉnh do điện động lực học lượng tử là quan trọng hơn. Nghiên cứu về mức năng lượng của các nguyên tử muon cũng như tốc độ dịch chuyển từ trạng thái kích thích sang trạng thái cơ bản do đó cung cấp các thử nghiệm thực nghiệm về điện động lực học lượng tử.
Phản ứng tổng hợp xúc tác Muon là một ứng dụng kỹ thuật của nguyên tử muonic.

## Nguyên tử Hadronic
Một nguyên tử hadronic là một nguyên tử trong đó một hoặc nhiều orbital nguyên tử được thay thế bằng một hadron tích điện âm. Các hadron có thể bao gồm các meson như pion hoặc kaon, thu được một nguyên tử pionic hoặc một nguyên tử kaonic (xem Kaonic hydro), gọi chung là các nguyên tử mesonic; phản proton, thu được một nguyên tử phản proton; và hạt Σ⁻
, mang lại một hạt Σ⁻
 hoặc nguyên tử sigma.
Không giống như lepton, hadron có thể tương tác thông qua lực mạnh, do đó, quỹ đạo của các nguyên tử hadronic bị ảnh hưởng bởi lực hạt nhân giữa hạt nhân và hadron. Vì lực mạnh là tương tác tầm ngắn, nên các hiệu ứng này sẻ thể hiện mạnh nhất nếu quỹ đạo nguyên tử liên quan gần với hạt nhân, khi mức năng lượng liên quan có thể mở rộng hoặc biến mất do sự hấp thụ của hadron bởi hạt nhân. Nguyên tử Hadronic, như hydro pionic và hydro kaonic, do đó cung cấp các thăm dò thực nghiệm về lý thuyết tương tác mạnh, sắc ký lượng tử.

## Onium

Nguyên tử Protoni

Nguyên tử Positroni

Nguyên tử Muoni

Một onium (số nhiều: onia) là trạng thái ràng buộc của hạt và phản hạt của nó. Onium cổ điển là positronic, bao gồm một electron và positron liên kết với nhau như một trạng thái siêu bền, với tuổi thọ tương đối dài là 142 ns ở trạng thái bộ ba. Positronium đã được nghiên cứu từ những năm 1950 để hiểu các trạng thái ràng buộc trong lý thuyết trường lượng tử. Một phát triển gần đây được gọi là điện động lực học lượng tử không tương đối (NRQED) đã sử dụng hệ thống này như một nền tảng chứng minh.
Pionium, một trạng thái ràng buộc của hai pion tích điện trái dấu, rất hữu ích cho việc khám phá sự tương tác mạnh mẽ. Điều này cũng đúng với protonium, trạng thái liên kết proton-antiproton. Hiểu các trạng thái ràng buộc của pionium và protonium là rất quan trọng để làm rõ các khái niệm liên quan đến các hadron lạ như các phân tử mesonic và trạng thái ngũ quark. Kaonium, một trạng thái ràng buộc của hai kaon tích điện trái dấu, chưa được quan sát bằng thực nghiệm.
Các chất tương tự thực sự của positronium trong lý thuyết về tương tác mạnh, tuy nhiên, không phải là các nguyên tử lạ mà là một số meson nhất định, trạng thái quarkonium, được tạo thành từ một quark nặng như quark duyên hoặc quark đáy và phản vật chất của nó. (Các quark đỉnh nặng đến mức chúng phân rã qua lực yếu trước khi chúng có thể hình thành các trạng thái ràng buộc.) Khám phá các trạng thái này thông qua phương pháp sắc ký lượng tử không tương đối (NRQCD) và QCD mạng tinh thể là những thử nghiệm ngày càng quan trọng về sắc ký lượng tử.
Muonium, mặc dù tên của nó, không phải là một onium chứa muon và antimuon, bởi vì IUPAC đã định danh tên gọi đó cho hệ thống của một antimuon liên kết với một electron. Tuy nhiên, việc sản xuất một trạng thái ràng buộc muon/antimuon, là một onium, đã được lý thuyết hóa.

## Nguyên tử siêu hạt nhân
Các nguyên tử có thể bao gồm các electron quay quanh một siêu hạt nhân bao gồm các hạt quark lạ gọi là hyperon. Các nguyên tử siêu hạt nhân như vậy thường được nghiên cứu cho hành vi hạt nhân của chúng, rơi vào địa hạt của vật lý hạt nhân thay vì vật lý nguyên tử.

## Nguyên tử hạt Quasi
Trong các hệ vật chất ngưng tụ, đặc biệt trong một số chất bán dẫn, có những trạng thái gọi là exciton là trạng thái liên kết của electron và lỗ trống điện từ.